# Kopalnia Węgla Kamiennego Szczęście Beaty
Kopalnia „Szczęście Beaty” (niem. Beatensglück) – nieczynna kopalnia węgla kamiennego na terenie Rybnika w dzielnicy Niewiadom.

## Historia
Kopalnia została zgłoszona w 1856 roku przez Franza Strahlera – właściciela dóbr rycerskich w Niewiadomiu Dolnym (obecnie dzielnica Rybnika).

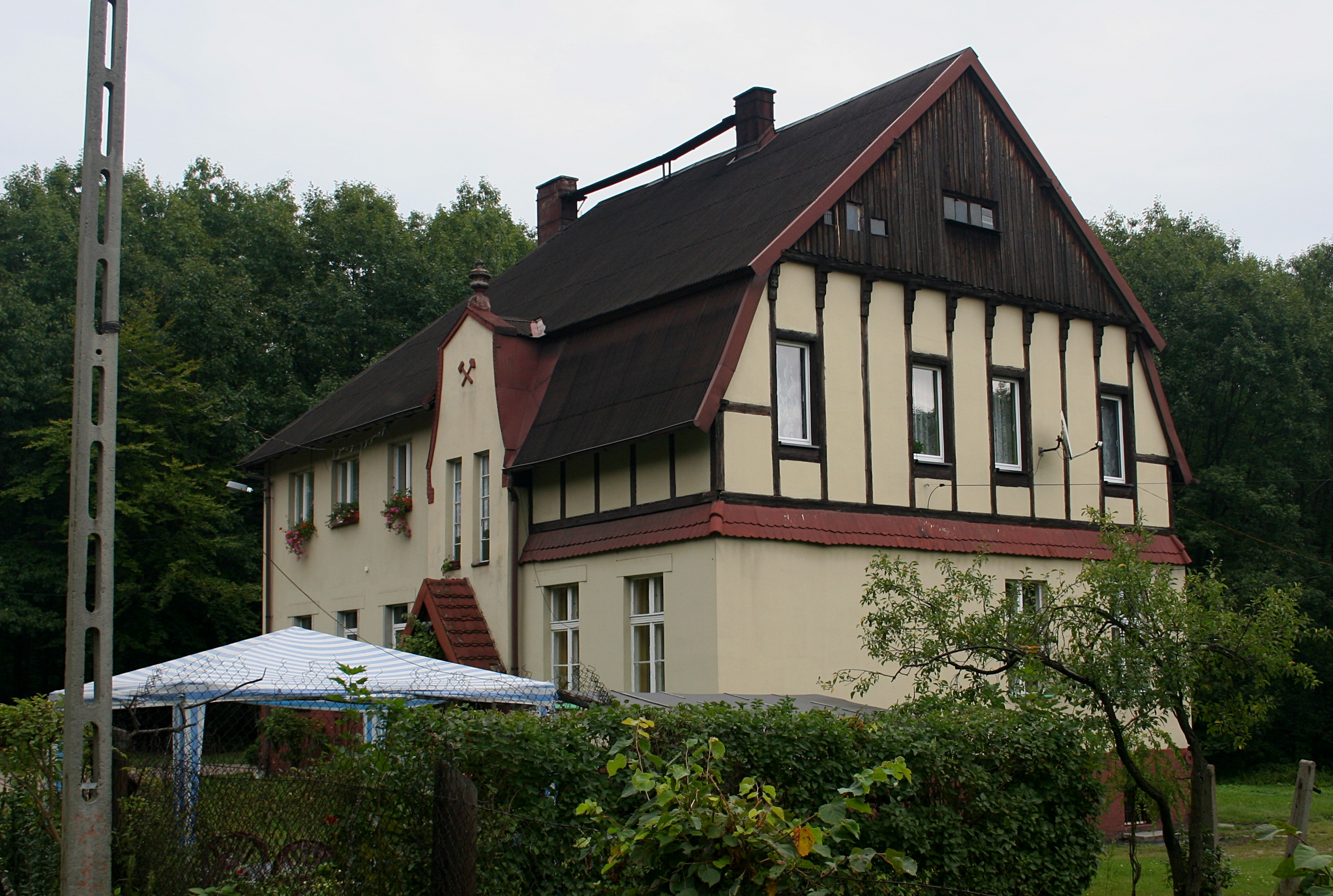
Dawny budynek kasyna, ul. Raciborska

Pierwsze 2 szyby to „Fund” (znalezisko, odkrycie) oraz „Joseph” – węgiel był wydobywany na powierzchnię drewnianymi kołowrotkami. Na początku działalności węgiel wywożono furmankami, a w 1862 roku powstała bocznica kolejowa w Niewiadomiu. Do transportu węgla służyła konna kolejka szynowa „Rosseisenbahn”, prowadzącą od szybów do placu składowego.
Z nastaniem 1868 roku rozpoczęto eksploatację pola „Keiserin Elisabeth”, a w 1869 roku powstał nowy szyb wydobywczy „Stahler”, który stał się głównym szybem kopalni. W tym samym roku zmarł wyłączny właściciel kopalni Franciszek Strahler i przeszła ona na własność jego spadkobierców. Byli nimi: żona Beata Strahler z domu Magerle z synem Józefem z Radoszów Dolnych oraz Józef Kladziwa z Węgier.
Rok 1872 to czas eksploatacji pokładu „Beata” na większą skalę. W tym czasie kopalnia zatrudniała ok. 180 pracowników, a jej wydobycie wynosiło 22,7 tys. ton. W 1874 roku kolejka konna została zastąpiona linociągiem z liną bez końca o napędzie parowym.
W latach 80. XIX wieku kopalnia „Beatensglück” była największą kopalnią w rejonie Rybnika, przewyższała zatrudnieniem i wydobyciem kopalnie: „Anna”, „Charlotte”, „Emma” (dzisiejsza kopalnia „Marcel” w Radlinie), „Hoym” (nieczynna kopalnia „Ignacy”) i „Leo”. Kopalń: „Rymer”, „Chwałowice” i „Jankowice” wtedy jeszcze nie było. Pod koniec lat 80. przystąpiono do prac nad udostępnieniem niżej leżącej partii pokładów i rozpoczęto głębienie nowego szybu nazwanego „Helene”. Był to szyb o obudowie murowej i został oddany do ruchu w 1892 roku. Kolejne zmiany przyniósł rok 1889, kiedy to wydobycie w części południowej kopalni zostało zakończone i eksploatacja przeniosła się na północ, gdzie powstał kolejny szyb wentylacyjny „Wetter” zwany również „West” (Zachodni) o głębokości 46 m.
W 1917 roku kopalnia osiągnęła największe wydobycie i zatrudnienie.

## Zamknięcie i koniec działalności

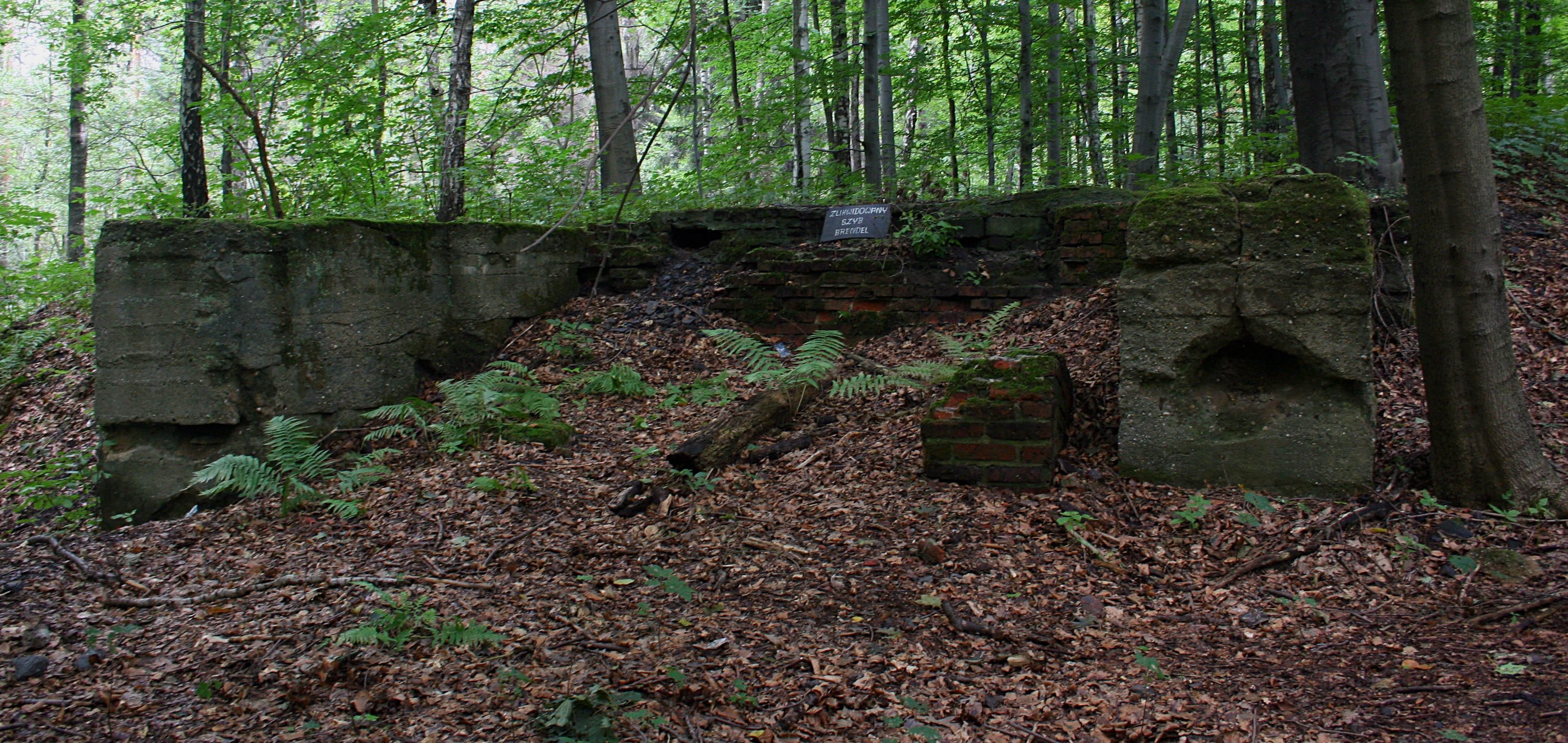
Pozostałości szybu Brendel (2011)

1 lutego 1919 roku kopalnia wstrzymała swoją działalność. Bezpośrednią przyczyną przerwania prac był strajk górników na tle płacowym, jednakże głównym powodem zamknięcia była wysoko zakwaszona woda, która niszczyła stalowe urządzenia oraz istniejące zaburzenia geologiczne. Szyby zostały zalane i zabetonowane. Po zamknięciu kopalni rozpoczęła się likwidacja, część budynków rozebrano lub wykorzystano do innych celów.

## Kopalnia po zamknięciu

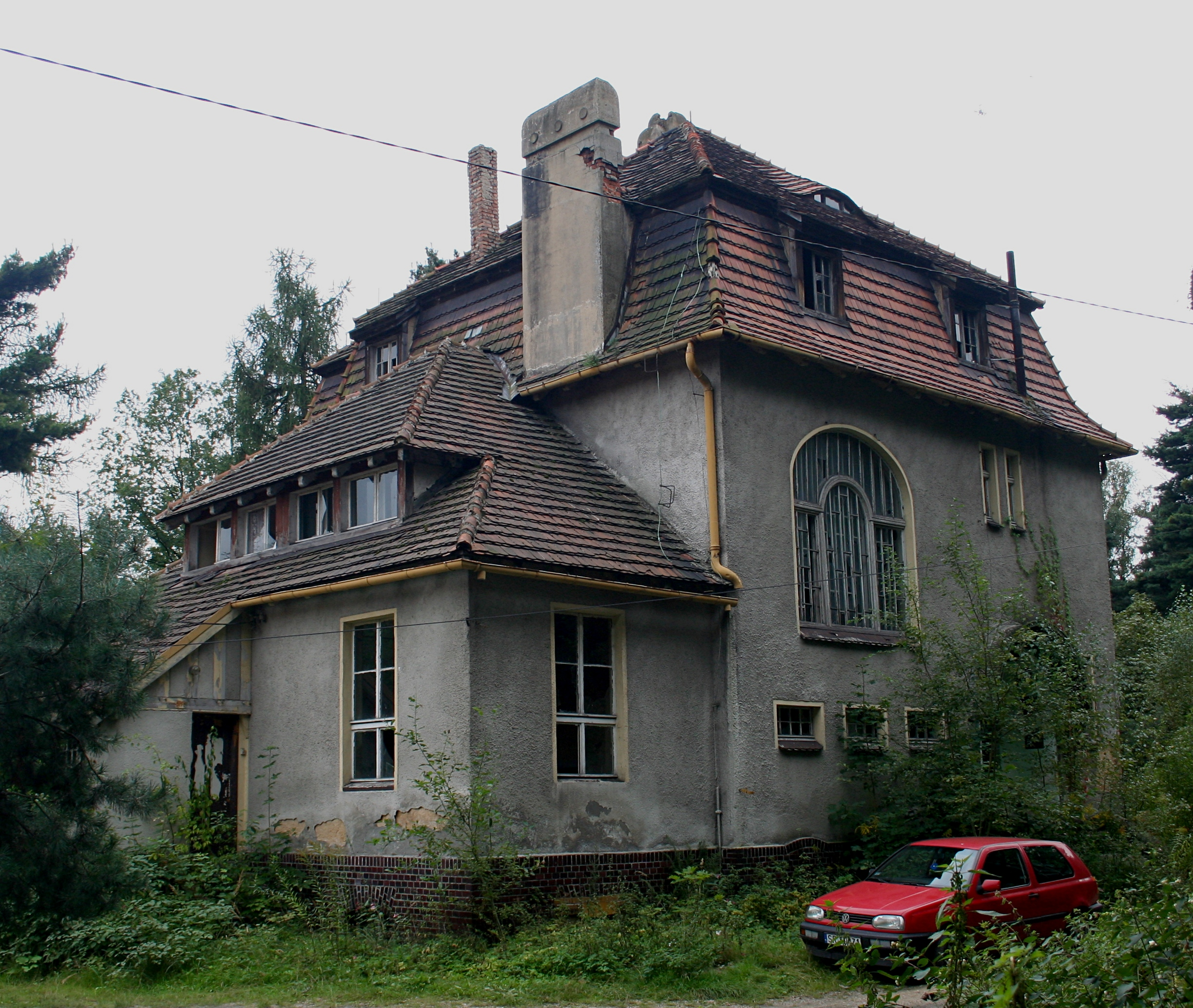
Ruiny willi dyrektora

W okresie międzywojennym w okolicy organizowano festyny dla pracowników. W czasie II wojny światowej niektóre z budynków służyły jako koszary dla wojska. Po zakończeniu działań wojennych część budynków wykorzystano na mieszkania.
Z powodu braku zainteresowania kopalnią wiele z zabytków nie istnieje, a pozostałe niszczeją. Osiedle Beata, które powstało dla pracowników kopalni, nadal istnieje, jest zamieszkane głównie przez emerytów. W lesie można znaleźć pozostałości szybów.
Dnia 6 października 2017 roku powstała Industrialna Pętla Terenowa – „Śladami dziedzictwa przemysłowego Rybnika-Niewiadomia” na terenie pozostałości kopalni.
Ścieżka prowadzi przez m.in. szyby Nordschacht, Brendel i Helena oraz dawną willę dyrektora.